# Кейт МакКенна
Кейт МакКенна (нар. 8 лютого 1970, Умталі, Родезія) — мисткиня та волонтерка, відома активною підтримкою України. У минулому — віце-президентка Citibank Scrimgeour Vickers.

## Рання кар'єра (1990-2003 роки)
Кар'єра Кейт МакКенна розпочалася у віці 18 років, коли її було прийнято на роботу до Citibank Scrimgeour Vickers у Лондоні. Вона швидко продемонструвала свої здібності та вже до 25 років стала віцепрезиденткою з ринків капіталу. Її робота у сфері корпоративного управління скарбницею дозволила їй налагоджувати довготривалі зв'язки з провідними промисловими гігантами, такими як Volkswagen. 
Протягом своєї кар'єри Кейт працювала у ключових фінансових центрах світу, зокрема в Лондоні, Парижі, Токіо, Нью-Йорку, Гонконгу, Сінгапурі та Сіднеї. Вона також була зареєстрованою представницею деяких провідних світових фондових бірж, включаючи Лондонську, Нью-Йоркську та Сінгапурську.
На початку 2000-х років вона вирішила піти на пенсію, щоб присвятити себе родині. До виходу на пенсію в середині 1990-х років вона стала фахівцем зі структурованих деривативів, розробляючи складні фінансові рішення для різних клієнтів, включаючи державні казначейства, банки, інвестиційні корпорації, а також менеджерів хедж-фондів та фондів нерухомості.

## Волонтерська діяльність (2003–зараз)
Поєднуючи материнство з іншими інтересами, Кейт МакКенна активно займалася волонтерством. З 2001 по 2015 Кейт МакКенна займалася арттерапією за власними терапевтичними програмами.  З 2010 по 2018 роки Кейт працювала викладачкою мистецтва для дітей від дитячого садка до 7 класів на волонтерських засадах.

### Мистецька діяльність
У 2015 році під псевдонімом "Kate Gillie Art" Кейт МакКенна започаткувала рух #PTSDCHAT. Його метою стало подолання стигми, пов'язаної з психічним здоров'ям, та адвокація законодавчих реформ у сфері лікування психічного здоров'я порівняно з фізичним  серед поліції, військових, пожежників та медиків. Вона щедро жертвувала свої роботи лікарням, поліцейським дільницям та іншим громадським закладам, щоб підвищити обізнаність ментальне здоров’я.

### Консультантка зі стратегічних комунікацій та політичних кампаній
Навчаючись за спеціальністю "Зв'язки з громадськістю" в Університеті Вікторії, Кейт МакКенна здобула премію CPRS/CISION Award for Excellence 2021 року. Її відзначений нагородою план стратегічних комунікацій виступав за національний стандарт для канадських собак психіатричної допомоги. Кейт МакКенна активно працювала над політичними кампаніями, використовуючи свій досвід в онлайн-агітації, розвитку особистості та інших етичних методах для підвищення залученості виборців.     

### Волонтерство в Україні
Кейт МакКенна з початку повномасштабної війни в Україні активно допомагає ЗСУ. Спочатку вона зосередилася на постачанні дронів спільно з проєктом Міністерства цифрової трансформації та UNITED24, а згодом розширила свою діяльність, шукаючи компоненти для виробництва безпілотників в Україні. Завдяки своїм зв'язкам та досвіду в міжнародних відносинах, МакКенна сприяє встановленню контактів між українськими військовими та закордонними компаніями, які можуть надати необхідне обладнання.
Кейт МакКенна була відзначена двома подяками від ГУР за отримання 83 000 ракет CRV7 та адвокацію інших спеціальних проєктів для сил оборони.

### Digital Defence Intelligence (DDI)
Кейт є Виконавчим директором української компанії Digital Defence Intelligence, що спеціалізується в інформаційній війні. У своїй ролі вона відповідає за підвищення обізнаності громадськості щодо загрози від ворожих сил і сприяє підтримці оборонних стратегій із використанням етичних автоматизованих систем у західних демократіях. Кейт МакКенна також пише та виступає з доповідями на критично важливі теми, що стосуються українських військових та ветеранів.